# 紀良門
紀 良門（き の よしかど）は、平安時代初期の貴族。官位は従五位上・紀伊守。

## 経歴
延暦23年（804年）桓武天皇の紀伊国行幸にあたって、紀伊国司や紀氏の氏人が昇叙された際に、良門は従五位下に叙爵する（この時の官職は中衛将監）。延暦25年（806年）大学助。
平城朝に入り、大同3年（808年）大和介次いで越後守と地方官に転じるが、大同5年（810年）に発生した薬子の変に連座して、肥前権介に左遷される。
その後、罪を赦されたらしく、淳和朝の天長8年（831年）従五位上に昇叙され、仁明朝の承和元年（834年）には紀伊守に任ぜられている。

## 官歴
『六国史』による。
- 時期不詳：正六位上。中衛将監
- 延暦23年（804年） 10月12日：従五位下
- 延暦25年（806年） 2月16日：大学助
- 大同3年（808年） 6月9日：大和介。6月21日：越後守
- 大同5年（810年） 9月15日：肥前権介（薬子の変連座）
- 時期不詳：帰京
- 天長8年（831年） 正月4日：従五位上
- 承和元年（834年） 11月19日：紀伊守